# Cypseloides lemosi
Cypseloides lemosi е вид птица от семейство Бързолетови (Apodidae).

## Разпространение
Видът е разпространен в Еквадор, Колумбия и Перу.